# A Nightmare on Elm Street (jeu vidéo)
A Nightmare on Elm Street est un jeu vidéo de type action sur NES édité par LJN et développé par Rare. Il est sorti en octobre 1990. Il met en scène Freddy Krueger, le personnage du film Les Griffes de la Nuit.

## Synopsis
Dans chaque niveau, le joueur doit retrouver tous les ossements du croquemitaine Freddy Krueger et les mettre dans l’incinérateur avant son arrivée.